# Paixão (cristianismo)

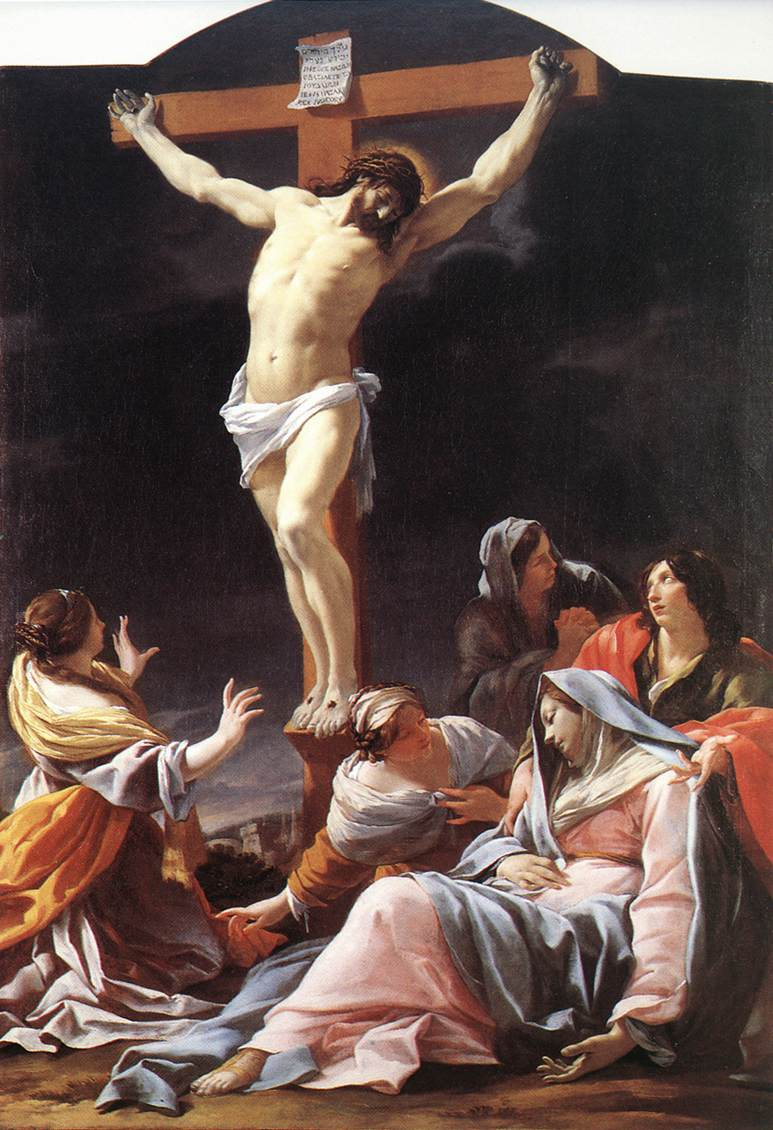
Crucifixão de Cristo, por Simon Vouet.

Paixão (do latim tardio passio -onis, derivado de passus, particípio passado de patī «sofrer») é o termo teológico cristão utilizado para descrever os eventos e os sofrimentos — físicos, espirituais e mentais — de Jesus nas horas que antecederam seu julgamento e sua execução. Este evento, a crucifixão de Jesus, é um evento central às crenças cristãs.
As origens etimológicas da palavra estão no verbo grego πάσχω ("sofrer") encontrado em passagens como Mateus 17:12 (e passagens paralelas em Marcos e Lucas - vide Transfiguração de Jesus), e Atos 1:3. O termo latino passio é usado para se referir ao sofrimento mortal de Cristo na Vulgata. O termo volta a aparecer no século II em textos cristãos para descrever precisamente as dores e o sofrimento de Jesus neste contexto. O termo "paixão", que se originou do latim passio, acabou evoluindo para indicar outro significado, mais abrangente.
O termo "Agonia de Jesus" é usado de maneira mais específica, para se referir à Agonia no Jardim, a ação (grego: agon) de Jesus de orar antes de ser preso no Jardim de Getsêmani; de maneira semelhante a "paixão", a palavra "agonia" acabou por evoluir e indicar um determinado estado de espírito.
Os trechos dos quatro Evangelhos que descrevem estes eventos são conhecidos como as "narrativas da Paixão". O "Evangelho de Pedro", apócrifo, também é uma narrativa da Paixão. No calendário litúrgico a Paixão é comemorada na Semana Santa, que se inicia no Domingo de Ramos e termina no Sábado de Aleluia.

## Descrição de Acordo com os Evangelhos Canônicos
Os relatos da Paixão são encontrados nos quatro evangelhos canônicos, Mateus, Marcos, Lucas e João. Três deles, Mateus, Marcos e Lucas, conhecidos como Evangelhos Sinópticos, fornecem relatos semelhantes. O relato do Evangelho de João varia significativamente.
Os estudiosos não concordam sobre quais eventos em torno da morte de Jesus devem ser considerados parte da "narrativa da Paixão" e quais meramente precedem e sucedem a própria narrativa da Paixão. Por exemplo, Puskas e Robbins (2011) iniciam a Paixão após a prisão de Jesus e antes de sua ressurreição, incluindo apenas os julgamentos, a crucificação e a morte de Jesus. Em "Jesus de Nazaré: Semana Santa do Papa Bento XVI" (2011), o termo "Paixão" coincide completamente com a crucificação e morte de Jesus; não inclui eventos anteriores e exclui especificamente o sepultamento e a ressurreição. Outros, como Matson e Richardson (2014), têm uma abordagem mais ampla e consideram a entrada triunfal, a última ceia, o julgamento perante Pilatos, a crucificação, o sepultamento e a Ressurreição coletivamente como constituindo a chamada "Semana da Paixão".

### Acontecimentos básicos
Adotando uma abordagem inclusiva, a "Paixão" pode incluir:
- A entrada triunfal em Jerusalém: Jesus entra em Jerusalém, assentado em uma jumenta, e é acolhido pelas multidões com clamores de: "Hosana ao Filho de Davi! Bendito o que vem em nome do Senhor! Hosana nas alturas!".[7]

- A expulsão dos vendilhões: Neste episódio, Jesus e seus discípulos viajam a Jerusalém para a Pessach (a Páscoa judaica) e lá ele expulsa os cambistas do Templo de Jerusalém (o Templo de Herodes ou "Segundo Templo"), acusando-os de tornar o local sagrado numa cova de ladrões através de suas atividades comerciais. No Evangelho de João, Jesus se refere ao Templo como "casa de meu Pai", clamando para si assim o título de Filho de Deus.
- A conspiração contra Jesus pelos sacerdotes judeus do Sinédrio e pelos mestres da lei, agora conhecida como Concílio da Sexta-feira.
- A unção de Jesus por uma mulher durante uma refeição alguns dias antes da Páscoa. Jesus diz que por isso ela será sempre lembrada. [8]
- A Última Ceia compartilhada por Jesus e seus discípulos em Jerusalém. Jesus dá as instruções finais, prevê sua traição e diz a todos que se lembrem dele.
- Jesus prediz a negação de Pedro: no caminho para o Getsêmani, após a refeição, Jesus diz aos discípulos que todos cairão naquela noite. Depois que Pedro protestou que não o faria, Jesus disse a Pedro que este o negaria três vezes, antes que o galo cantasse.
- A agonia no jardim: ocorre o sofrimento de Jesus no Getsêmani, onde este ora e se submete a Deus, antes de aceitar seu sacrifício final. Sob enorme tristeza e angústia, diz: «Pai, se é do teu agrado, afasta de mim este cálice; contudo não se faça a minha vontade, mas sim a tua.» (Lucas 22:42)
- A prisão de Jesus: então Judas Iscariotes lidera ou "um destacamento de soldados e alguns oficiais dos principais sacerdotes e fariseus" (acompanhado de acordo com o Evangelho de Lucas pelos principais sacerdotes e anciãos), ou um "grande multidão armada com espadas e clavas, enviada pelos principais sacerdotes e anciãos do povo, " que prende Jesus; todos os seus discípulos fogem. Durante a prisão no Getsêmani, alguém (Pedro de acordo com João) pega uma espada e corta a orelha do servo do sumo sacerdote, Malco.
- O julgamento de Jesus no Sinédrio, no palácio do sumo sacerdote, mais tarde naquela noite. A parte que prendeu leva Jesus ao Sinédrio (suprema corte judaica); de acordo com o Evangelho de Lucas, Jesus é espancado por seus guardas judeus antes de seu exame; o tribunal o examina, durante o qual, de acordo com o Evangelho de João, Jesus é golpeado no rosto por um dos oficiais judeus; o tribunal determinar que ele merece morrer. De acordo com o Evangelho de Mateus, o tribunal então "cuspiu em seu rosto e o golpeou com os punhos". Eles então o enviaram a Pôncio Pilatos. De acordo com os evangelhos sinópticos, o sumo sacerdote que examina Jesus é Caifás; em João, Jesus também é interrogado por Anás, sogro de Caifás.
- A negação de Pedro no pátio fora do palácio do sumo sacerdote, ao mesmo tempo. Pedro seguiu Jesus e juntou-se à turba que aguardava o destino de Jesus; eles suspeitam que ele é um simpatizante, então Pedro nega repetidamente que conhece Jesus. De repente, o galo canta e Pedro se lembra do que Jesus havia dito.
- O julgamento de Jesus por Pilatos, de manhã cedo. Pôncio Pilatos, o governador romano da Judéia, questiona Jesus, mas não consegue encontrar nenhuma falha nele (de acordo com alguns evangelhos, Pilatos declara explicitamente a inocência de Jesus); no entanto, os líderes judeus e a multidão exigem a morte de Jesus; Pilatos dá a eles a escolha de salvar Barrabás, um criminoso, ou salvar Jesus. Em resposta à multidão gritando, após ser incitada pelos líderes locais, Pilatos envia Jesus para ser crucificado.
- A Via Crúcis: Jesus e dois outros condenados são forçados a caminhar até o local da execução. De acordo com os Sinópticos, Simão de Cirene é forçado a carregar a cruz de Jesus, enquanto João escreve que Jesus mesmo carregou sua cruz.
- A crucificação de Jesus: Jesus e os outros dois condenados são pregados em cruzes no Gólgota, uma colina fora de Jerusalém, no final da manhã até o meio da tarde. Vários ditos de Jesus na cruz são registrados nos evangelhos antes de sua morte.
- O Enterro de Jesus: o corpo de Jesus é retirado da cruz e colocado em um túmulo por José de Arimatéia (e Nicodemos segundo João).
- A Ressurreição de Jesus: Jesus ressuscitou dos mortos, deixando para trás um túmulo vazio e aparecendo a vários de seus seguidores.

### Diferenças entre os Evangelhos canônicos

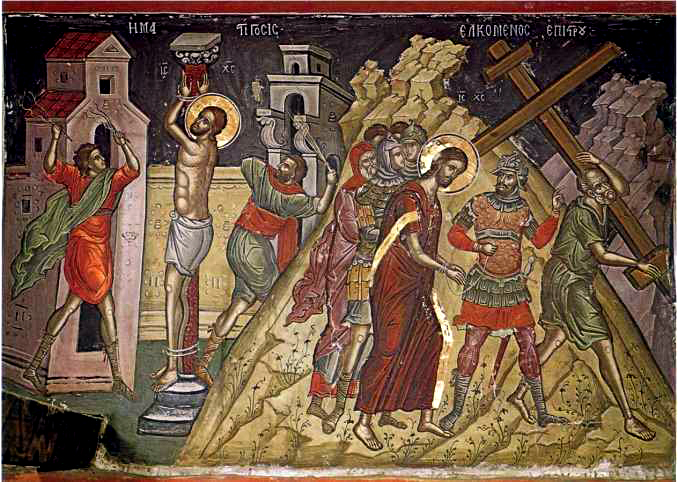
Ícone retratando a Paixão.

O Evangelho de Lucas afirma que Pilatos envia Jesus para ser julgado por Herodes Antipas porque, como galileu, ele está sob sua jurisdição. Herodes fica animado a princípio ao ver Jesus e espera que Jesus faça um milagre por ele; ele faz várias perguntas a Jesus, mas Jesus não responde. Herodes então zomba dele e o manda de volta para Pilatos depois de dar a ele um manto "elegante" para vestir.
Todos os Evangelhos relatam que um homem chamado Barrabás foi libertado por Pilatos em vez de Jesus. Mateus, Marcos e João fazem Pilatos oferecer uma escolha entre Jesus e Barrabás para a multidão; Lucas não lista nenhuma escolha oferecida por Pilatos, mas relata a multidão exigindo sua libertação.
Em todos os Evangelhos, Pilatos pergunta a Jesus se ele é o Rei dos Judeus e Jesus responde "Assim você diz". Uma vez condenado por Pilatos, ele foi açoitado antes da execução. Os Evangelhos Canônicos, exceto Lucas, registram que Jesus é então levado pelos soldados ao Pretório, onde, segundo Mateus e Marcos, todo o contingente de soldados foi convocado. Eles colocam um manto de púrpura sobre ele, colocam uma coroa de espinhos em sua cabeça e, de acordo com Mateus, colocam uma vara em sua mão. Eles zombam dele, aclamando-o como "Rei dos Judeus", prestando homenagem e batendo-lhe na cabeça com a vara.
Segundo o Evangelho de João, Pilatos fez sair Jesus pela segunda vez, vestindo o manto púrpura e a coroa de espinhos, para apelar à sua inocência perante a multidão, dizendo Ecce homo ("Eis o homem"). Mas, João relata, os sacerdotes exortam a multidão a exigir a morte de Jesus. Pilatos se resigna à decisão, lavando as mãos (segundo Mateus) diante do povo em sinal de que o sangue de Jesus não cairá sobre ele. De acordo com o Evangelho de Mateus, eles responderam: "O seu sangue caia sobre nós e sobre nossos filhos!" 
Marcos e Mateus registram que Jesus retorna com suas próprias roupas, antes de ser conduzido para execução. De acordo com os relatos dos Evangelhos, ele é forçado, como outras vítimas da crucificação, a arrastar sua própria cruz para o Gólgota, local da sua execução. Os três Evangelhos Sinópticos referem-se a um homem chamado Simão de Cirene que carrega a cruz (Marcos 15:21, Mateus 27:32, Lucas 23:26). O Evangelho de Marcos dá os nomes dos filhos de Simão, Alexandre e Rufus. No entanto, o Evangelho de Lucas refere-se a Simão carregando a cruz depois de Jesus, no sentido de que afirma: "Enquanto o levavam, agarraram Simão de Cirene, que estava chegando do campo, e lhe colocaram a cruz às costas, fazendo-o carregá-la atrás de Jesus". Lucas acrescenta que os seguidores de Jesus o seguem, lamentando seu destino, mas que ele responde citando Oséias 10: 8.
Os Evangelhos Sinópticos afirmam que, ao chegar ao Gólgota, Jesus recebe vinho misturado com mirra para diminuir a dor, mas ele o recusa. Jesus é então crucificado, de acordo com Marcos, na "terceira hora" (9h) da manhã após a refeição da Páscoa, mas de acordo com João ele é entregue para ser crucificado "quase à hora sexta" (antes do meio-dia) e era a preparação da páscoa, informação essa que está de acordo com o evangelho de Marcos pois a "terceira hora" é de fato quase a hora sexta. Pilatos coloca uma placa fixada na cruz de Jesus, onde está escrito, (de acordo com João) em hebraico, grego e latim "Iesus Nazarenus Rex Iudeorum" significando Jesus de Nazaré, Rei dos Judeus. Marcos tem a placa que diz simplesmente: Rei dos Judeus. Os Evangelhos afirmam então que os soldados dividem as roupas de Jesus entre si, exceto por uma peça de roupa, pela qual lançam sortes. O Evangelho de João afirma que isso cumpre uma profecia de Salmos 22:18. Alguns da multidão que têm seguido zombam de Jesus, dizendo "Ele confia em Deus; que Deus o livre agora!", E sugerem que Jesus pode realizar um milagre para se libertar da cruz.
De acordo com os Evangelhos, dois ladrões também são crucificados, um de cada lado dele. De acordo com Lucas, um dos ladrões insulta Jesus, enquanto o outro declara Jesus inocente e implora que ele seja lembrado quando Jesus vier ao seu reino.
João registra que Maria, sua mãe e duas outras mulheres estão ao lado da cruz, assim como um discípulo, descrito como aquele a quem Jesus amava. Jesus entrega sua mãe aos cuidados deste discípulo. Segundo os sinóticos, o céu escurece ao meio-dia e a escuridão dura três horas, até a hora nona, quando Jesus grita Eloi, Eloi, lama sabachthani? ("Meu Deus, meu Deus, por que me abandonaste?"). O centurião de guarda, que viu como Jesus morreu, declara Jesus inocente (Lucas) ou o "Filho de Deus" (Mateus, Marcos).
João diz que, como era de costume, os soldados vêm e quebram as pernas dos ladrões, para que morram mais rápido, mas que ao chegarem a Jesus o encontrem já morto. Um soldado perfura seu lado com uma lança.
De acordo com o Evangelho de Mateus, Judas, o traidor, fica cheio de remorsos e tenta devolver o dinheiro que recebeu por trair Jesus. Quando os sumos sacerdotes dizem que isso é problema dele, Judas joga o dinheiro no templo, sai e se enforca.

## Profecias bíblicas

### Profecias do Antigo Testamento

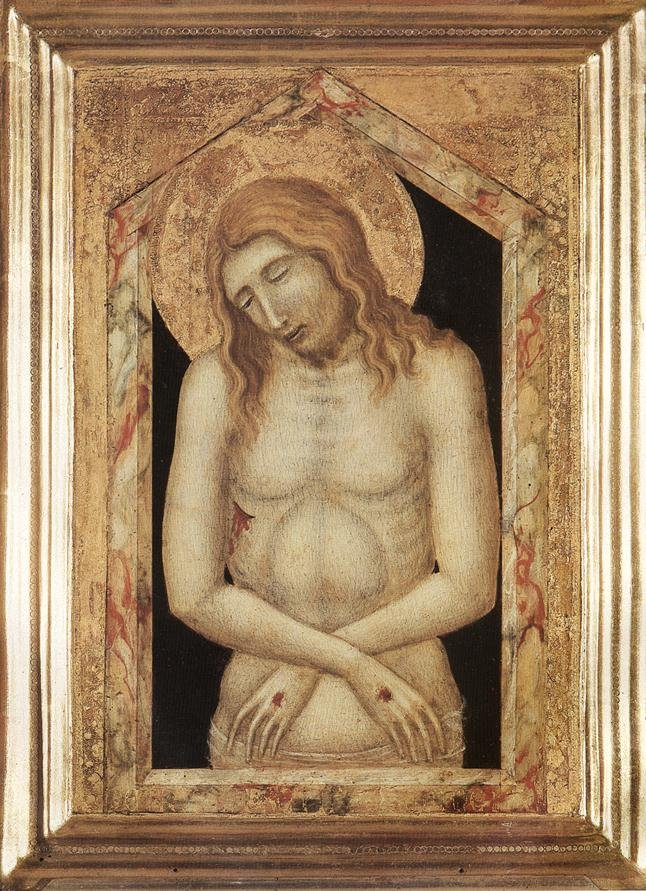
Cristo na pintura "Homem de Dores", de Pietro Lorenzetti.

Os cristãos interpretam pelo menos três passagens do Antigo Testamento como profecias sobre a Paixão de Jesus.
O primeiro e mais óbvio é aquele de Isaías 52: 13–53: 12 (século VIII ou VI a.C). Este oráculo profético descreve um homem sem pecado que expiará os pecados de seu povo. Por seu sofrimento voluntário, ele salvará os pecadores do justo castigo de Deus. Diz-se que a morte de Jesus cumpre essa profecia. Por exemplo, "Quem deu crédito à nossa pregação? E a quem se manifestou o braço do SENHOR? Porque foi subindo como renovo perante ele, e como raiz de uma terra seca; não tinha beleza nem formosura e, olhando nós para ele, não havia boa aparência nele, para que o desejássemos. Era desprezado, e o mais rejeitado entre os homens, homem de dores, e experimentado nos trabalhos; e, como um de quem os homens escondiam o rosto, era desprezado, e não fizemos dele caso algum. Verdadeiramente ele tomou sobre si as nossas enfermidades, e as nossas dores levou sobre si; e nós o reputávamos por aflito, ferido de Deus, e oprimido. Mas ele foi ferido por causa das nossas transgressões, e moído por causa das nossas iniquidades; o castigo que nos traz a paz estava sobre ele, e pelas suas pisaduras fomos sarados." (Isaías 53:1-5).
A segunda profecia da Paixão de Cristo é o antigo texto que o próprio Jesus citou, enquanto estava morrendo na cruz. Da cruz, Jesus clamou em alta voz, Eli, Eli, lema sabachthani? que significa: "Meu Deus, meu Deus, por que me desamparaste?" Essas palavras de Jesus foram uma citação do Antigo Testamento. O rei Davi, no Salmo 22, predisse os sofrimentos do Messias. Por exemplo: "Deus meu, Deus meu, por que me desamparaste? Por que te alongas do meu auxílio e das palavras do meu bramido? Deus meu, eu clamo de dia, e tu não me ouves; de noite, e não tenho sossego. Porém tu és santo, tu que habitas entre os louvores de Israel. Em ti confiaram nossos pais; confiaram, e tu os livraste. A ti clamaram e escaparam; em ti confiaram, e não foram confundidos. Mas eu sou verme, e não homem, opróbrio dos homens e desprezado do povo. Todos os que me vêem zombam de mim, estendem os lábios e meneiam a cabeça, dizendo: Confiou no Senhor, que o livre; livre-o, pois nele tem prazer. Mas tu és o que me tiraste do ventre; fizeste-me confiar, estando aos seios de minha mãe. Sobre ti fui lançado desde a madre; tu és o meu Deus desde o ventre de minha mãe. Não te alongues de mim, pois a angústia está perto, e não há quem ajude. Muitos touros me cercaram; fortes touros de Basã me rodearam. Abriram contra mim suas bocas, como um leão que despedaça e que ruge. Como água me derramei, e todos os meus ossos se desconjuntaram; o meu coração é como cera, derreteu-se no meio das minhas entranhas. A minha força se secou como um caco, e a língua se me pega ao paladar; e me puseste no pó da morte. Pois me rodearam cães; o ajuntamento de malfeitores me cercou, traspassaram-me as mãos e os pés. Poderia contar todos os meus ossos; eles vêem e me contemplam. Repartem entre si as minhas vestes, e lançam sortes sobre a minha roupa. Mas tu, Senhor, não te alongues de mim. Força minha, apressa-te em socorrer-me."(Salmo 22: 1–19). As palavras "perfuraram minhas mãos e pés" são contestadas, no entanto.
A terceira profecia principal da Paixão é do Livro da Sabedoria de Salomão. Os cristãos protestantes colocam-no nos apócrifos, católicos romanos e ortodoxos orientais entre os livros deuterocanônicos. Mas foi escrito por volta de 150 a.C, e muitos entenderam esses versículos (12-20 do capítulo 2) como uma profecia direta da Paixão de Jesus. Por exemplo: "Fiquemos à espreita do justo, porque ele não é por nossa vez ... Ele se gaba de ter o conhecimento de Deus e se chama filho de Deus ... e se glorifica por ter Deus. por seu pai. Vejamos então se suas palavras são verdadeiras ... Pois se ele é o verdadeiro filho de Deus, Ele o defenderá e o livrará das mãos de seus inimigos. Examinemo-lo por ultrajes e torturas ... Vamos condená-lo à morte mais vergonhosa ... Essas coisas eles pensaram, e foram enganados, por sua própria malícia os cegaram "(Sabedoria 2: 12-20).
Além dos trechos mencionados acima, vale ressaltar que pelo menos três outras profecias messiânicas menos elaboradas foram cumpridas na crucificação de Jesus, a saber, as seguintes passagens do Antigo Testamento:
“Muitas são as aflições do homem justo; mas o Senhor o livra de todas elas. Ele guarda todos os seus ossos; nem mesmo um deles será quebrado” (Salmo 34:20).
“E me deram fel como alimento, e na minha sede me deram a beber vinagre” (Salmo 69:21).
"E olharão para mim a quem traspassaram; e o prantearão como quem pranteia por um filho único; e se entristecerão por causa dele, como se lamenta a morte do primogênito" (Zacarias 12: 10).

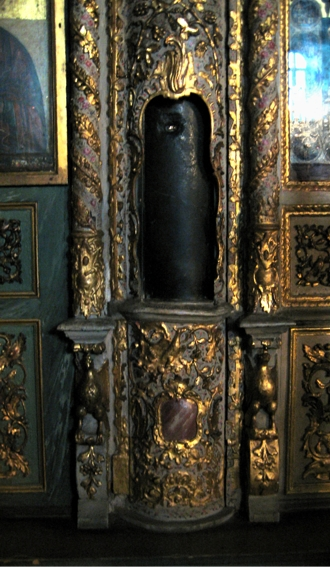
O fragmento de pilar (ou coluna) onde Jesus foi açoitado, no episódio da Flagelação, na parede da Igreja Hagios Georgios (Patriarcado), Istambul, lado sul da iconostase.

### Profecias do Novo Testamento
Os Evangelhos explicam como essas antigas profecias foram cumpridas na crucificação de Jesus.
“Foram, pois, os soldados, e, na verdade, quebraram as pernas ao primeiro, e ao outro que como ele fora crucificado; Mas, vindo a Jesus, e vendo-o já morto, não lhe quebraram as pernas. Contudo um dos soldados lhe furou o lado com uma lança, e logo saiu sangue e água. E aquele que o viu testificou, e o seu testemunho é verdadeiro; e sabe que é verdade o que diz, para que também vós o creiais. Porque isto aconteceu para que se cumprisse a Escritura, que diz: Nenhum dos seus ossos será quebrado. E outra vez diz a Escritura: Verão aquele que traspassaram.'”(João 19: 32-37).
No Evangelho de Marcos, Jesus é descrito como profetizando sua própria Paixão e sua Ressurreição três vezes:
A caminho de Cesaréia de Filipe, predizendo que o Filho do Homem será morto e ressuscitará em três dias.
Após a transfiguração de Jesus, novamente prevendo que o Filho do Homem será morto e ressuscitará em três dias.
A caminho de Jerusalém, prediz que o Filho do Homem será entregue aos principais fariseus e saduceus, será condenado à morte, entregue aos gentios, zombado, açoitado, morto e ressuscitado em três dias.
Os cristãos argumentam que esses são casos de profecias genuínas e cumpridas e muitos estudiosos vêem as características e tradições semíticas em Marcos 9:31.
Após a terceira profecia, o Evangelho de Marcos afirma que os irmãos Tiago e João pedem a Jesus que seja seu braço direito e esquerdo, mas Jesus pergunta se eles podem beber do "cálice" que ele deve beber. Eles dizem que podem fazer isso. Jesus confirma isso, mas diz que os lugares à sua direita e esquerda estão reservados para outros. Muitos cristãos vêem isso como uma referência aos dois criminosos na crucificação de Jesus, relacionando-se assim com a Paixão. O "cálice" às vezes é interpretado como o símbolo de sua morte, à luz da oração de Jesus, “Pai, se queres, afasta de mim este cálice; entretanto, não seja feita a minha vontade, mas o que Tu desejas!” 

## Uso litúrgico

### Semana Santa

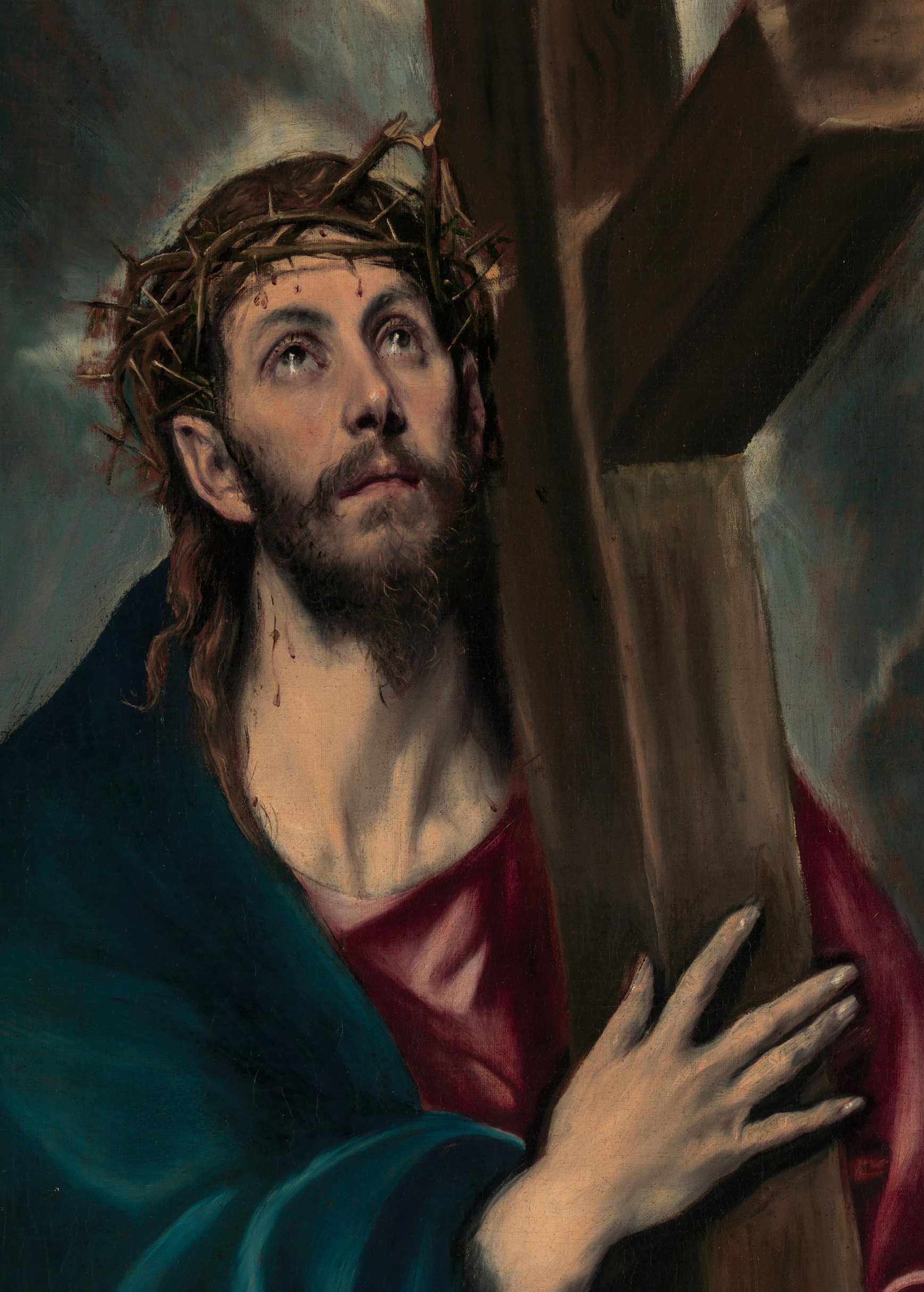
Jesus carregando a cruz.

A maioria das denominações cristãs lerá uma ou mais narrativas da Paixão durante a Semana Santa, especialmente na Sexta-feira Santa. Na Igreja Católica Romana, o ponto alto da Sexta-feira Santa é a celebração das 15 horas, horário em que Jesus foi morto. Ela consta de três partes: liturgia da Palavra, adoração da cruz e comunhão eucarística. À noite, as paróquias fazem encenações da Paixão de Jesus Cristo, com o sermão da descida da Cruz; em seguida, há a Procissão do Enterro, levando o esquife com a imagem do Senhor morto.
Nas Igrejas Ortodoxa Oriental e Greco-Católica, o serviço das Matinas da Sexta-Feira Santa é chamado Matinas dos Doze Evangelhos da Paixão, e é notável pela intercalação de doze leituras do Livro do Evangelho detalhando cronologicamente os eventos da Paixão - da Última Ceia ao sepultamento na tumba - durante o curso do culto religioso. A primeira dessas doze leituras é a leitura do Evangelho mais longa de todo o ano litúrgico. Além disso, todas as quartas e sextas-feiras ao longo do ano são dedicadas em parte à comemoração da Paixão.
Durante a Semana Santa/Semana da Paixão, as Congregações da Igreja da Morávia (Herrnhuter Bruedergemeine) lêem toda a história da semana final de Jesus em uma Harmonia dos Evangelhos preparada para esse propósito desde 1777. Reuniões diárias são realizadas, algumas vezes duas ou três vezes por dia, para acompanhar os acontecimentos do dia. No decorrer da leitura, a Congregação canta versos de hinos para responder aos acontecimentos do texto.

### Reparação a Jesus
A tradição católica romana inclui orações e devoções específicas como "atos de reparação" pelos sofrimentos e insultos que Jesus suportou durante sua Paixão. Esses "atos de reparação a Jesus Cristo" não envolvem uma petição por um beneficiário vivo ou falecido, mas visam reparar os pecados contra Jesus. Algumas dessas orações são fornecidas no livro de orações católicas Raccolta (aprovado por um decreto de 1854 e publicado pela Santa Sé em 1898), que também inclui orações como Atos de Reparação à Virgem Maria.
Em sua encíclica Miserentissimus Redemptor sobre as reparações, o Papa Pio XI considerou os atos de reparação a Jesus Cristo um dever para os católicos e referiu-se a eles como "uma espécie de compensação a ser paga pelo dano" com respeito aos sofrimentos de Jesus. 
O Papa João Paulo II referiu-se aos atos de reparação como o "esforço incessante para ficar ao lado das cruzes sem fim nas quais o Filho de Deus continua a ser crucificado".

## Devoções
Várias devoções não litúrgicas foram desenvolvidas por fiéis cristãos para comemorar a Paixão.

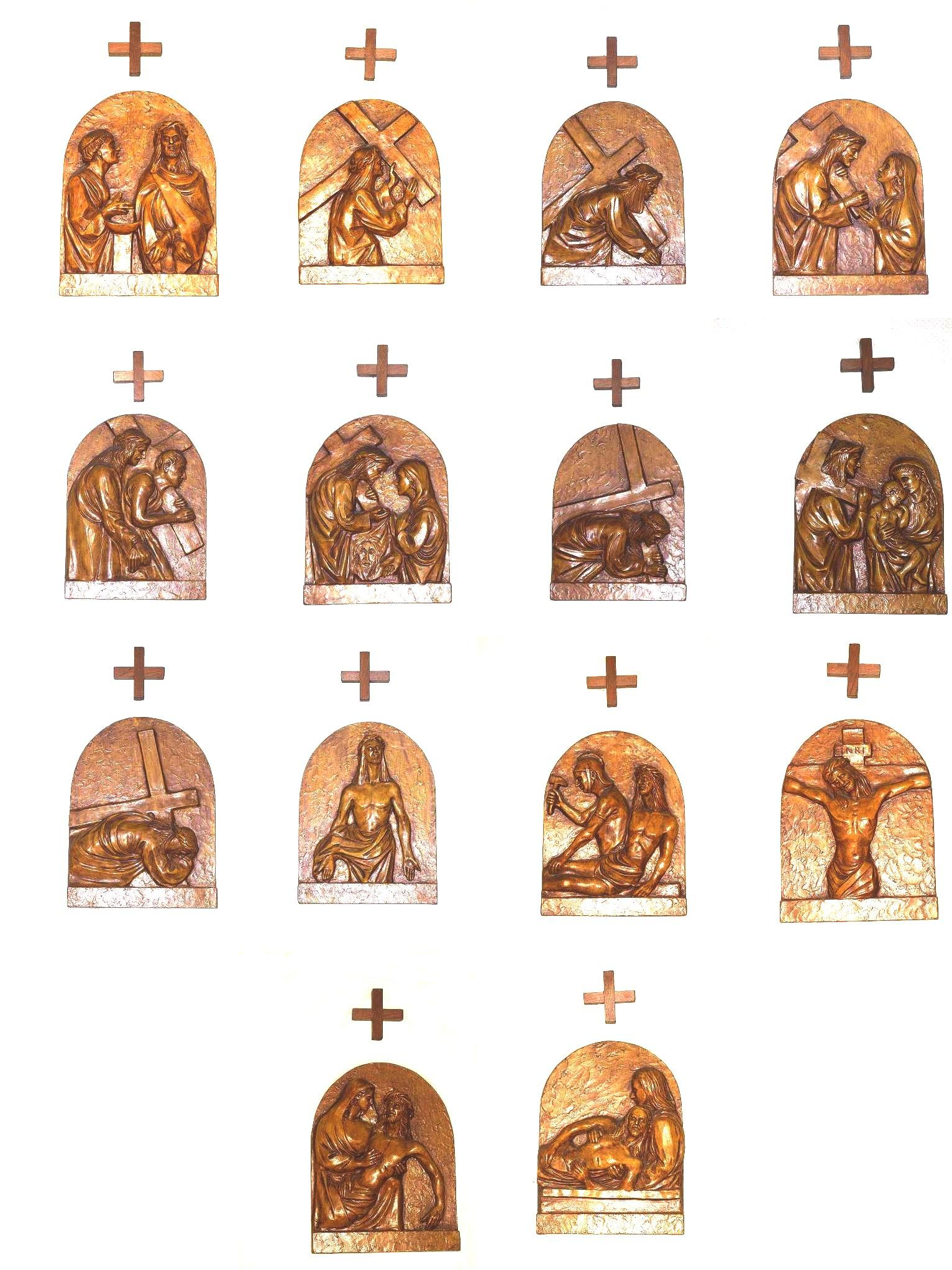
Representação das Estações (ou passos) da Via Sacra.

### As Estações da Cruz
As Estações da Cruz, também conhecidas como a Via Sacra, são uma prática da piedade através da qual se recordam as quatorze estações ou passos realizados por Jesus durante sua caminhada para a crucificação, geralmente feita com orações diante da representação das cenas da Paixão de Cristo.
A maioria das igrejas católicas romanas, assim como muitas igrejas anglicanas, luteranas, e paróquias metodistas, contêm estações da cruz, normalmente colocadas em intervalos ao longo das paredes laterais da nave; na maioria das igrejas, são pequenas placas com relevos ou pinturas, embora em outras possam ser simples cruzes com um número no centro. 

### Dos Instrumentos da Paixão
"Dos Instrumentos da Paixão" foram as orações especiais criadas por várias comunidades católicas romanas, em particular pelos Passionistas, para comemorar e difundir a devoção à Sagrada Paixão.

## Nas Artes

### Artes visuais

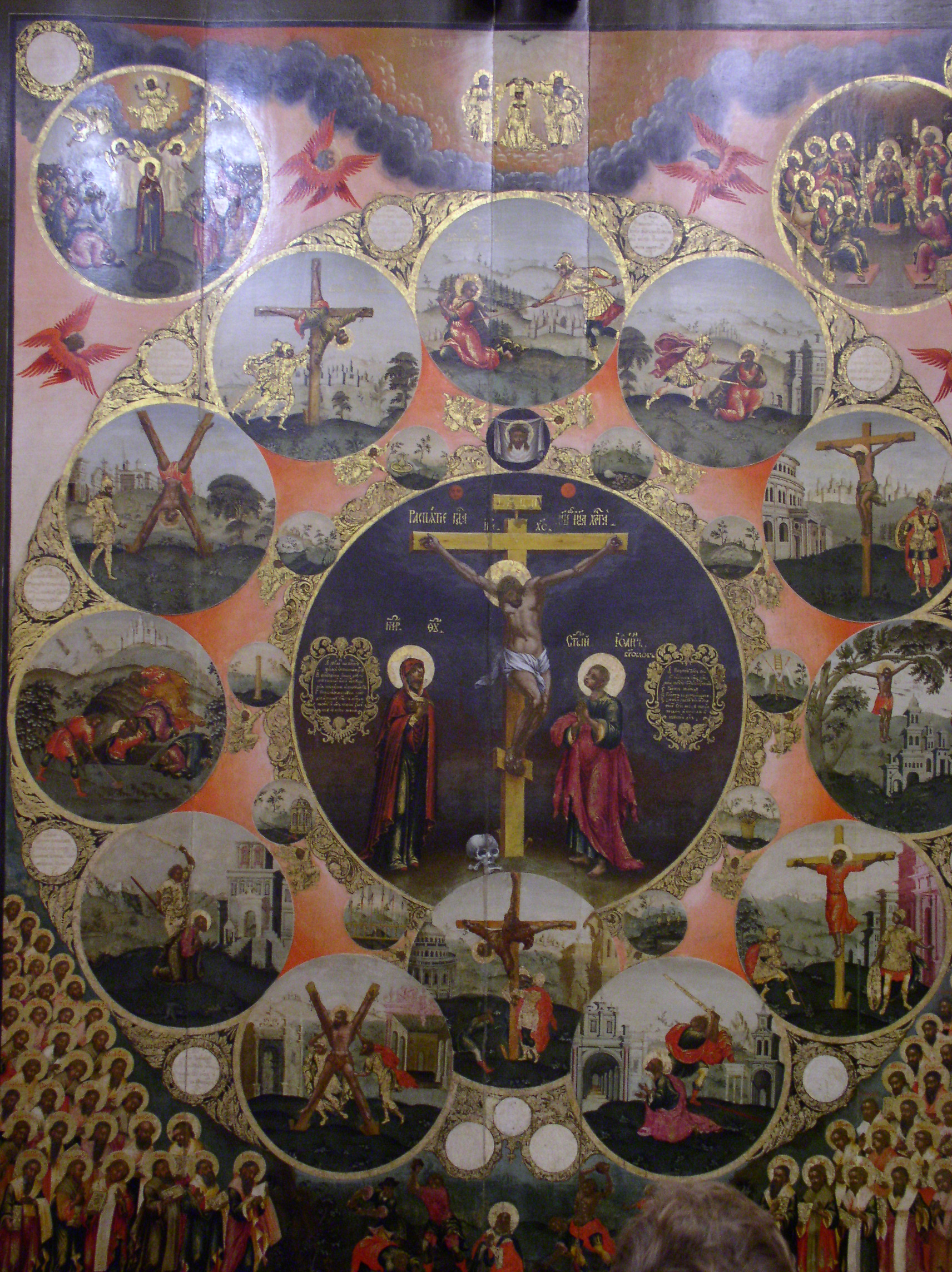
Ícone da Paixão Ortodoxa Russa com cenas do martírio dos Doze Apóstolos, simbolizando como todos são chamados a entrar na Paixão (Kremlin de Moscou).

Cada episódio da Paixão, como a Flagelação de Cristo ou o Entombamento de Cristo, foi representado milhares de vezes e desenvolveu sua própria tradição iconográfica; a crucificação é o mais comum e importante desses temas. A Paixão é freqüentemente coberta por um ciclo de representações; Os ciclos de impressão de Albrecht Dürer eram tão populares que ele produziu três versões diferentes. Andachtsbilder é um termo para assuntos devocionais, como o Homem das Dores ou Pietà, que podem não representar precisamente um momento na Paixão, mas são derivados da história da Paixão. A Arma Christi, ou "Instrumentos da Paixão" são os objetos associados à Paixão de Jesus, como a cruz, a Coroa de Espinhos e a Lança de Longinus. Cada um dos principais instrumentos foi supostamente recuperado como relíquias que foram objeto de veneração entre muitos cristãos e foram retratadas na arte. O Véu de Verônica também costuma ser contado entre os Instrumentos da Paixão; como o Sudário de Turim e o Sudário de Oviedo, é uma relíquia de tecido que supostamente tocou Jesus.
Na Igreja Católica Romana (e em algumas igrejas anglo-católicas e ortodoxas de rito ocidental), a história da Paixão é retratada nas Estações da Cruz (via crucis, também traduzida mais literalmente como "Via Sacra"). Essas 14 estações retratam a Paixão desde a sentença de Pilatos até o selamento da tumba, ou com o acréscimo de uma 15.ª, a Ressurreição. Desde o século XVI as suas representações em vários meios de comunicação decoraram as naves da maioria das igrejas católicas. A Via Sacra é uma devoção praticada por muitas pessoas às sextas-feiras ao longo do ano, principalmente na Sexta-feira Santa. Isso pode ser simplesmente percorrendo as Estações em uma igreja, ou pode envolver encenações em grande escala, como em Jerusalém. Os Sacri Monti do Piemonte e da Lombardia são esquemas semelhantes em uma escala muito maior do que as estações da igreja, com capelas contendo grandes grupos esculpidos dispostos em uma paisagem montanhosa; para os peregrinos visitarem as capelas, normalmente leva várias horas. Eles datam principalmente do final do século XVI ao século XVII, e a maioria retrata a Paixão. 

### Música
Os principais tipos tradicionais de música sacra cantada durante a Semana Santa são "Paixões", cenários musicais das narrativas do Evangelho, tanto de tradição católica como luterana, e cenários de leituras e respostas dos serviços católicos de Tenebrae, especialmente aqueles das Lamentações de Jeremias. As muitas configurações do Stabat Mater ou configurações musicais de ditos de Jesus na cruz também são comumente executadas.
A leitura da seção Paixão de um dos Evangelhos durante a Semana Santa data do século IV. Ele começou a ser entoado (em vez de apenas falado) na Idade Média, pelo menos já no século VIII. Manuscritos do século IX têm "litterae significae", indicando canto interpretativo, e manuscritos posteriores começam a especificar notas exatas a serem cantadas. Por volta do século XIII, diferentes cantores foram usados para diferentes personagens na narrativa, uma prática que se tornou bastante universal no século XV, quando as configurações polifônicas das passagens de turba começaram a aparecer também. (Turba, embora signifique literalmente "multidão", é usado neste caso para significar qualquer passagem em que mais de uma pessoa fala simultaneamente.)
No final do século XV vários novos estilos começaram a surgir:
A paixão responsorial define todas as palavras de Cristo e as partes turba polifonicamente.
As paixões compostas eram inteiramente polifônicas (também chamadas de paixões de moteto). Jacob Obrecht escreveu o exemplo mais antigo desse tipo.
Os cenários de Summa Passionis eram uma sinopse de todos os quatro Evangelhos, incluindo as Sete Últimas Palavras (um texto posteriormente definido por Haydn e Théodore Dubois). Eles foram desencorajados para uso da igreja, mas circularam amplamente, no entanto.

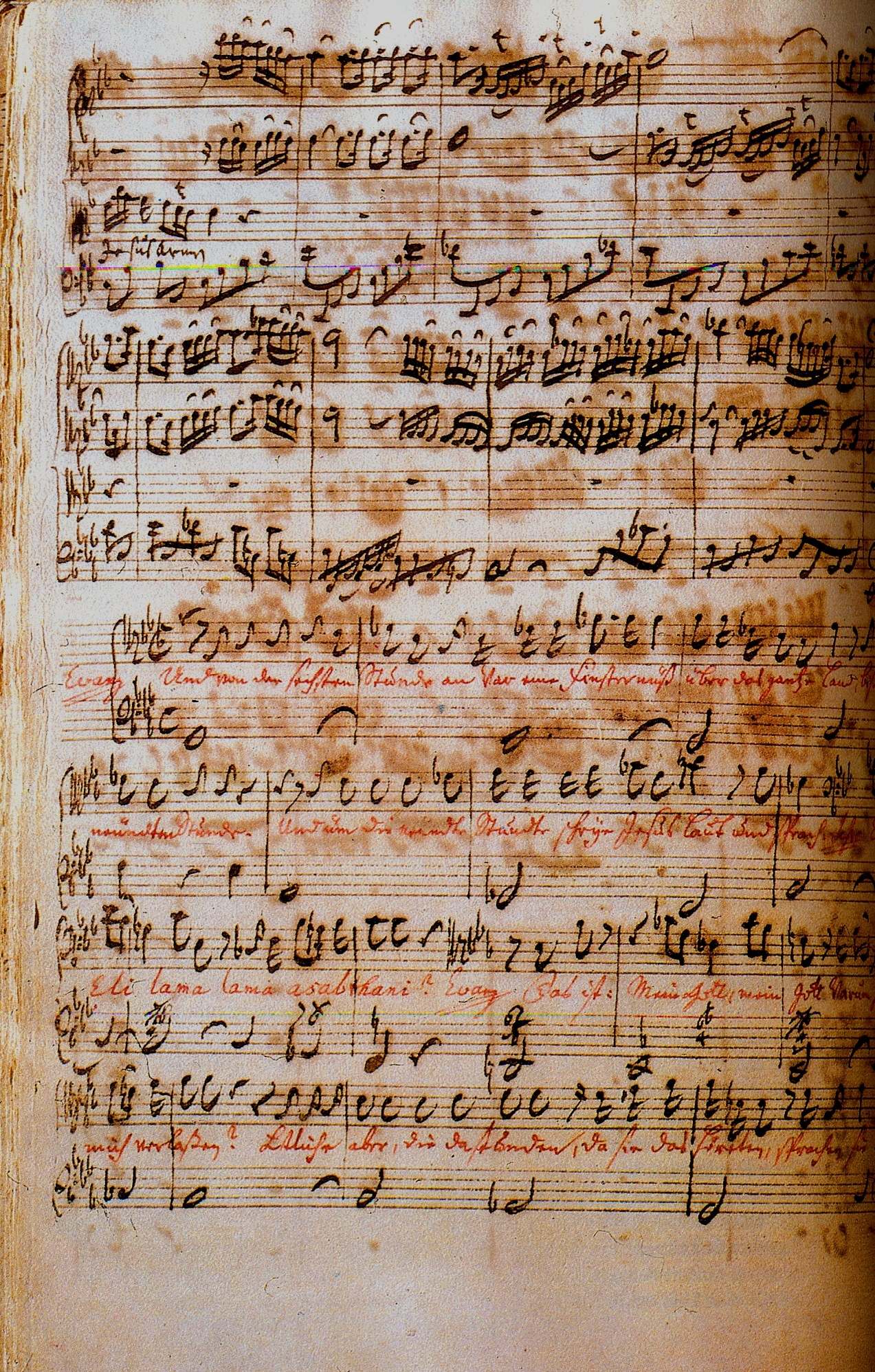
Número 71 da Paixão Segundo São Mateus, de Bach.

No século XVI cenários como esses, e outros desenvolvimentos, foram criados para a Igreja Católica por de Victoria, William Byrd, Jacobus Gallus, Francisco Guerrero, Orlando di Lasso e Cypriano de Rore.
Martinho Lutero escreveu: "A Paixão de Cristo não deve ser encenada em palavras e fingimento, mas na vida real." Apesar disso, as apresentações cantadas da Paixão foram comuns nas igrejas luteranas desde o início, tanto em latim quanto em alemão, começando no domingo de Laetare (três semanas antes da Páscoa) e continuando até a Semana Santa. O amigo e colaborador de Lutero Johann Walther escreveu Paixões responsoriais que foram usadas como modelos por compositores luteranos durante séculos, e versões "summa Passionis" continuaram a circular, apesar da desaprovação expressa de Lutero. As paixões posteriores do século XVI incluíam seções corais "exordium" (introdução) e "conclusio" com textos adicionais. No século XVII veio o desenvolvimento das paixões "oratórias" que levaram às Paixões de Johann Sebastian Bach, acompanhadas por instrumentos, com textos interpolados (então chamados de movimentos "madrigais") como sinfonias, outras passagens da Escritura, motetos latinos, árias corais e mais. Essas configurações foram criadas por Bartholomäus Gesius e Heinrich Schütz. Thomas Strutz escreveu Uma Paixão (1664) com árias para o próprio Jesus, apontando para a tradição de oratório padrão de Schütz, Carissimi e outros, embora esses compositores pareçam ter pensado que colocar palavras na boca de Jesus estava além do limite. A prática de usar recitativos para o Evangelista (em vez de cantoria) foi um desenvolvimento dos compositores da corte no norte da Alemanha e só se infiltrou nas composições da igreja no final do século XVII. Uma famosa reflexão musical sobre a Paixão é a Parte II do Messias, um oratório de Georg Friedrich Händel, embora o texto aqui se baseie nas profecias do Antigo Testamento e não nos próprios evangelhos.
As configurações musicais protestantes mais conhecidas da Paixão são de Johann Sebastian Bach, que escreveu várias Paixões, das quais duas sobreviveram, uma baseada no Evangelho de João (a Paixão Segundo São João), a outra no Evangelho de Mateus (a Paixão Segundo São Mateus). A sua Paixão Segundo São Marcos foi reconstruída de várias maneiras. A Paixão continuou a ser muito popular na Alemanha protestante no século XVIII, com o segundo filho de Bach, Carl Philipp Emanuel Bach, compondo mais de vinte cenários. No século XIX, com exceção de The Crucifixion (1887), de John Stainer, os cenários da Paixão eram menos populares, mas no século XX voltaram à moda. Dois cenários notáveis são "A Paixão Segundo São Lucas" (1965) de Krzysztof Penderecki e "Passio" (1982) de Arvo Pärt. Exemplos recentes incluem "A Paixão Segundo São Mateus" (1997), de Mark Alburger, e "A Paixão Segundo os Quatro Evangelistas" de Scott King. Jesus Christ Superstar, de Andrew Lloyd Webber (livro e letras de Tim Rice), e Godspell de Stephen Schwartz, contêm elementos dos relatos tradicionais da paixão. As meditações corais sobre aspectos do sofrimento pelo qual Cristo Se humilhou na Cruz incluem arranjos como a composição de Buxtehude de 1680, Membra Jesu Nostri, o primeiro tratamento luterano, incorporando letras extraídas de um poema medieval latino e apresentando versos do Antigo Testamento que prefiguram o Messias como servo sofredor. 

### Teatro e procissões

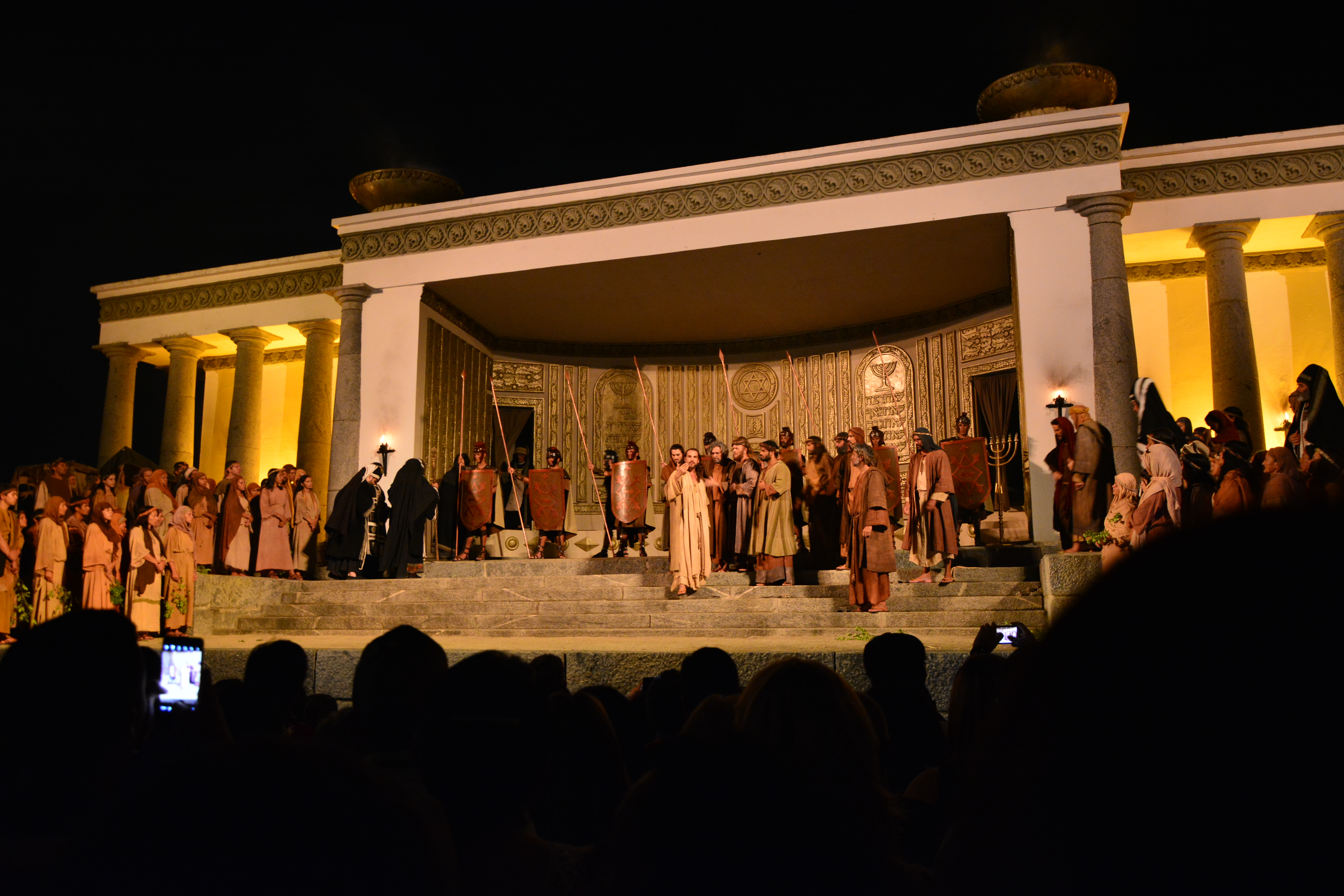
Paixão de Cristo de Nova Jerusalém.

Os cenários não musicais da história da Paixão são geralmente chamados de peças da Paixão; estes foram amplamente executados em países tradicionalmente católicos, muitas vezes em igrejas como dramas litúrgicos. Um famoso ciclo é realizado em intervalos em Oberammergau, Alemanha, outro em Sordevolo um dos mais importantes da Itália, e outro em Pernambuco, que usa o que é considerado o maior teatro ao ar livre do mundo. A Paixão figura entre as cenas do mistério inglês encenado em mais de um ciclo de vinhetas dramáticas. 
As procissões no Domingo de Ramos comumente reencenam em algum grau a entrada de Jesus em Jerusalém, as tradicionais geralmente usando burros de madeira especiais sobre rodas. A Semana Santa na Espanha mantém procissões públicas mais tradicionais do que outros países, com a mais famosa, em Sevilha, com carros alegóricos com quadros esculpidos mostrando cenas da história.

### Filmes
Também há uma série de filmes que contam a história da Paixão, com um exemplo proeminente sendo o longa de Mel Gibson de 2004, A Paixão de Cristo.

## Paixão de Jesus na Botânica

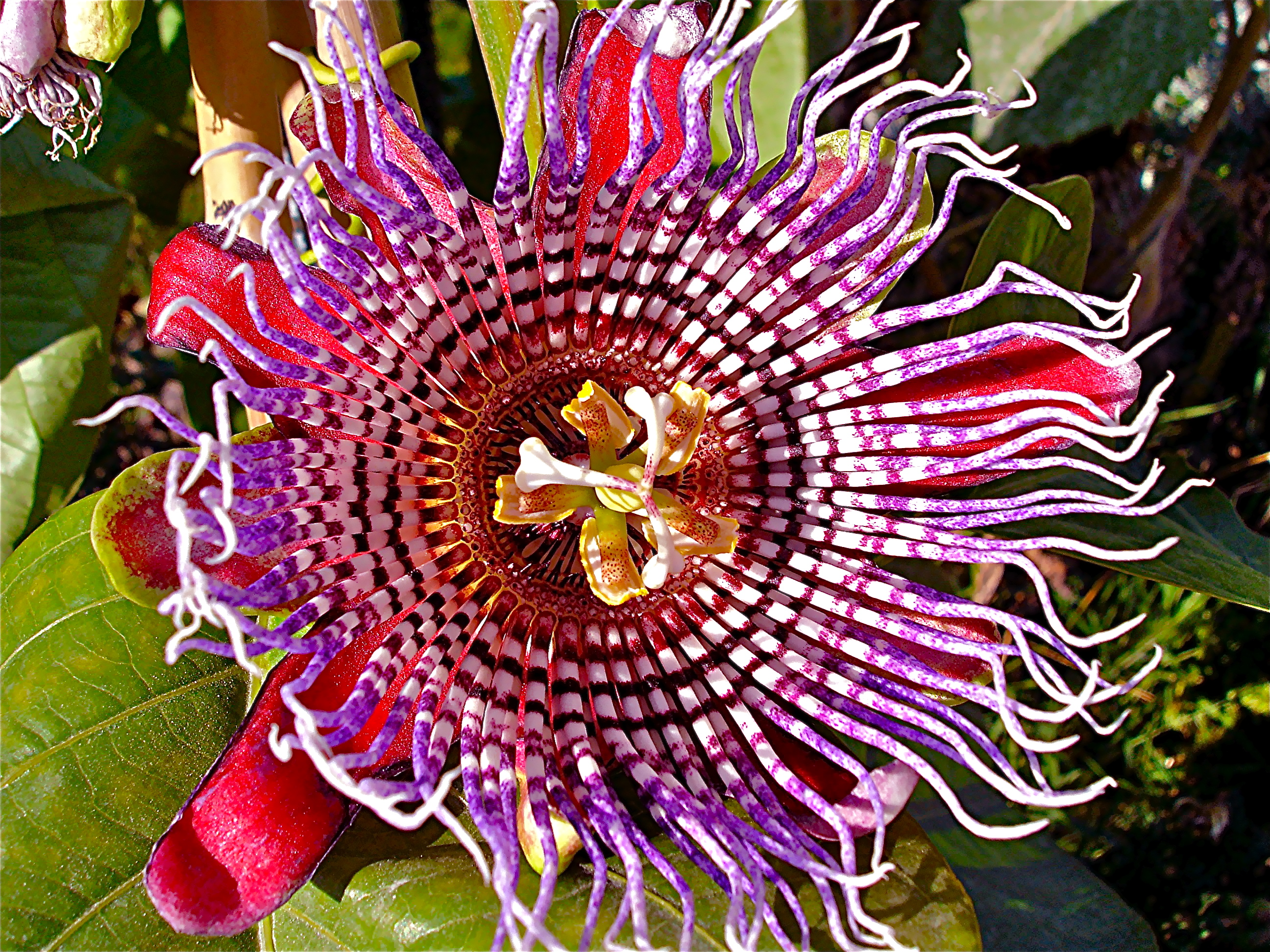
Passiflora.

A planta tropical passiflora, introduzida na Europa no século XVI, teve o seu nome dado pelo jesuíta F B Ferrari, que viu em sua flor um emblema contendo os instrumentos da Paixão de Cristo. Os três estigmas representam três pregos, um círculo de filamentos radiais - uma coroa de espinhos sangrenta, um cultivador de frutos de talo - o Santo Graal, cinco anteras - cinco feridas do Salvador, uma folha de três lâminas - Santa Lança, os tentáculos representam o chicote usados na flagelação de Cristo, apegos (antenas) - cílios, branco - a inocência do Salvador, etc.